# Metacantharis clypeata
Metacantharis clypeata är en skalbaggsart som först beskrevs av Johann Karl Wilhelm Illiger 1798.  Metacantharis clypeata ingår i släktet Metacantharis, och familjen flugbaggar. Arten har ej påträffats i Sverige.